# Józef Chwedczuk
Józef Chwedczuk (ur. 22 lutego 1902 w Warszawie, zm. 9 stycznia 1979 w Krakowie) – polski organista, rektor i profesor Państwowej Wyższej Szkoły Muzycznej w Krakowie i długoletni dziekan Wydziału Instrumentalnego.

## Życiorys
Studia muzyczne odbywał w Wyższej Szkole Muzycznej im. Fryderyka Chopina i w Państwowym Konserwatorium Muzycznym w Warszawie, które ukończył w 1931 roku z wyróżnieniem. Do wybuchu II wojny światowej pracował jako pedagog oraz prowadził działalność artystyczną w Warszawie. Po wojnie przeniósł się do Krakowa. Tutaj, w krakowskiej PWSM jego uczniami byli m.in.: Franciszek Widełka, Karol Mrowiec, Marian Machura, Leszek Werner. Jako wirtuoz muzyki organowej występował w kraju i za granicą. Był cenionym organistą oraz autorem popularnych podręczników do gry na organach. Był również znawcą chorału gregoriańskiego.